# Mirepoix (gastronomia)
Mirepoix (AFI: /miʁˈpwa/) è il termine tecnico in lingua francese per indicare un battuto o una dadolata di verdure di taglia media (5-6 mm). Generalmente si riferisce ad un misto di cipolle, carote e sedano tagliati a piccoli cubetti che può essere crudo, soffritto, saltato con un grasso o arrostito. Può essere arricchito con prezzemolo e altri sapori o erbe aromatiche, come salvia, rosmarino o alloro.

## Storia
Questa preparazione fu creata dal cuoco personale di Gaston Pierre de Lévis-Mirepoix, duca di Mirepoix, nella prima metà del XVIII secolo.

## Preparazione
Si prendono le verdure e si tagliano in cubetti dallo spessore di 5-6 mm. Può essere usata a crudo o si può far soffriggere in un poco d'olio.

Come grassi si possono usare anche il burro, la margarina il lardo o la pancetta.

## Uso
Il battuto è la base di numerosi piatti come brodo, zuppe, minestre, spezzatino, pesce e salse.

## Varianti
Secondo la cucina francese ne esistono due versioni:
- au maigre fatta con sole verdure e usata per preparazioni con crostacei o pesci,
- au gras con aggiunta di lardo, pancetta o prosciutto crudo.